# Saint-Martial-sur-Né
Saint-Martial-sur-Né è un comune francese di 402 abitanti situato nel dipartimento della Charente Marittima nella regione della Nuova Aquitania.

## Società

### Evoluzione demografica
Abitanti censiti